# Шугар Сити (Колорадо)
Шугар Сити (енгл. Sugar City) град је у америчкој савезној држави Колорадо.

## Демографија
По попису из 2010. године број становника је 258, што је 21 (-7,5%) становника мање него 2000. године.
| Група             | 2000.       | 2010.       |
| Белци             | 223 (79,9%) | 198 (76,7%) |
| Афроамериканци    | 0 (0,0%)    | 1 (0,4%)    |
| Азијати           | 3 (1,1%)    | 1 (0,4%)    |
| Хиспаноамериканци | 39 (14,0%)  | 42 (16,3%)  |
| Укупно            | 279         | 258         |